# .om
.om is het internet landcode topleveldomein van Oman.
Domeinen kunnen worden geregistreerd onder de volgende tweede niveau domeinen:
- .com.om
- .edu.om
- .gov.om
- .net.om
- .org.om
- .med.om
- .co.om